# Nicarágua nos Jogos Olímpicos de Verão de 1984
A Nicarágua competiu nos Jogos Olímpicos de Verão de 1984 em Los Angeles, Estados Unidos com cinco atletas.
A equipe não conquistou nenhuma medalha nos Jogos.